# Língua vai
A língua vai (No silabário nativo: ꕙꔤ) é uma língua Mandê falada pelo povo Vai , sendo falada por um total de 212,200 pessoas, tendo um status de língua viva e em desenvolvimento, de crescente registro digital. 
A língua é presente nas regiões de fronteira entre Serra Leoa e Libéria, na costa sudoeste do condado de Bomi e na região do condado de Grand Cape Mount.

## Etimologia
A denominação ‘’Vai’’ não é endônima da língua, bem como a utilização do fonema /v/ de maneira geral.
O termo ‘’Vai’’ foi primeiramente cunhado por mercadores holandeses que entraram em contato com os povos da região de Cape Mount na primeira metade do século XVII, na época como ‘’Vey’’, sendo o nome creditado a uma unidade administrativa da região.
Posteriormente o mesmo grupo também foi registrado como ‘’Foy’’ por ingleses assentados na região de Serra Leoa. Ao final do século XIX, devido ao crescente contato e trocas culturais com os povos da região, o termo ‘’Vai’’ permaneceu para definir a unidade administrativa e etnia que a habitava de maneira generalista.
O primeiro vocabulário vai-inglês data de 1668 e incluía somente alguns poucos numerais, mas colocava a língua sob a denominação de ‘’Kquoja’’nome de um reino africano pré-colonial do Norte de Serra Leoa, ao invés da parte litoral e fronteiriça que pertence a etnia Vai.

## Distribuição
A língua vai é uma língua Mandê, grupo de línguas da família Niger-Congo que nasceu na região do Sul do Saara por volta de 4.000 A.C. e se espalhou pela região Oeste da África. 
A língua vai é tida como a única língua descendente direta do mandê ao longo da região litoral de Guiné, tendo o mendê, de Serra Leoa, como língua vizinha mais próxima, embora sejam destoantes e de relação distante. 
A distribuição atual é apontada portanto como resultado de migrações e invasões dos povos Mandê falantes de maninka, os Malinké, onde ocorreu, então, pelas trocas e guerras dinásticas desse povo mandê com outros povos nativos, o surgimento de duas línguas maiores, a família Vai-Kono. 
O vai é descendente direto do maninka trazido pelos invasores e imigrantes Mandê que permaneceram no litoral e a língua kono é resultado das trocas dos povos já assentados na região com os Mandê. Assim, as duas línguas possuem uma relação bem próxima e compartilham de morfologia e fonética semelhante.
É possível perceber a proximidade entre o vai e o kono por algumas comparações dos numerais das línguas: 
|      | 1     | 2      | 3     | 4     | 5       | 10  |
| vai  | lɔ̀ndɔ́ | fɛ̀(ʔ)á | sàk͡pá | náánì | sóó(ʔ)ú | tâŋ |
| kono | dɔ́ndo | fèa    | sàwa  | náani | dúʔu    | tán |

Ao mesmo tempo, também pelos numerais, é possível perceber as línguas possuem diferenças estruturais, dado as disparidades no surgimento: 
|      | 6                 | 7                  | 8                 | 9                 |
| vai  | sɔ̂ŋ lɔ̀ndɔ́ (5 + 1) | sɔ̂ŋ fɛ̀(ʔ)á (5 + 2) | sɔ̂ŋ sàk͡pá (5 + 3) | sɔ̂ŋ náánì (5 + 4) |
| kono | wɔ́ɔlɔ             | wɔ́nfèa / ɔ́ɱfèa     | séi / séin        | kɔ̀nɔ́ntɔn          |

Na língua vai os numerais são construídos por uma base numérica de 5, onde o número 5 é ‘’somado’’ com outro numeral para formar a palavra equivalente ao valor. Esse mesmo fenômeno acontece em outra língua descendente direta do mandê como o vai, o kpelle: 
|        | 1                  | 2      | 3     | 4     | 5             | 6                 | 7                  | 8                 | 9                 | 10  |
| vai    | lɔ̀ndɔ́              | fɛ̀(ʔ)á | sàk͡pá | náánì | sóó(ʔ)ú       | sɔ̂ŋ lɔ̀ndɔ́ (5 + 1) | sɔ̂ŋ fɛ̀(ʔ)á (5 + 2) | sɔ̂ŋ sàk͡pá (5 + 3) | sɔ̂ŋ náánì (5 + 4) | tâŋ |
| kpelle | taaŋ / tɔnɔ / dɔnɔ | feerɛ  | saaɓa | náaŋ  | nɔ́ɔlu / lɔ́ɔlu | mɛi da (5 + 1)    | mɛi feerɛ (5 + 2)  | mɛi saaɓa (5 + 3) | mɛi náaŋ (5 + 4)  | puu |

Outras relações diretas com a língua vai podem ser encontradas comumente entre as outras línguas mandê em geral.

## História

### Língua
A história mais antiga do povo e da língua vai tem origem nas guerras dinásticas pré-coloniais na região onde é a atual Serra Leoa e o condado de Grand Cape Mount, com as invasões do povo Mani, originados mais ao norte da África, falantes de língua mandê, contra os povos nativos de Serra Leoa por volta do ano de 1550, registradas por ingleses e portugueses. 
O primeiro vocabulário de que se tem registro de vai foi chamado de ‘’vocabulário Kquoja’’, um reino da região norte de Serra Leoa, alvo das invasões e guerras desse período, indiciando que os povos Mani envolvidos nos conflitos eram falantes de vai ou de suas línguas ancestrais, o que apontaria que a língua vai é presente na região desde essa época. Os registros anteriores a esse período sobre a formação do vai são, porém, escassos e de tradição oral, flagelados pelo tempo.
Outros eventos que marcaram a língua foram a expansão do islamismo e as missões evangelizadoras cristãs na região, que cooperaram para a propagação da língua pelo século XVII e XIX, e na posterior criação do silabário próprio da língua em meados de 1830. Eventos do neoconialismo que separaram as regiões de Serra Leoa e Libéria também marcaram positivamente a preservação do vai, já que, embora pertencesse à região que se tornou fronteira ao final da separação e fosse numericamente pequena, a cultura vai era respeitada pelos governos dos países formados, e conseguiu manter uma estabilidade desde então, possuindo, já em 1963, 58 mil falantes no total.
Comparando com outras línguas mandê da região, a quantidade de falantes pode ser considerada baixa, mas não preocupante, pois os registros apontam uma estabilidade mesmo antes do período colonial, não possuindo aumento ou diminuição perceptíveis historicamente.

### Povo
Há registros do povo vai desde o século XVII, em contatos com mercadores holandeses. Sua permanência na região está associada às antigas invasões do povo Mani na região de Grand Cape Mount, sendo, portanto, descendentes da cultura do povo Mandê e do império Mali.
Há indícios de que esses sejam relacionados em algum grau com os Poro em cultura, por se tratar de uma sociedade secreta administrada por homens influentes no período e na região. Os Vai tem uma cultura musical e de dança, e possuem como religião, majoritariamente, o islamismo, com algum número de cristãos, havendo, porém, uma coexistência com tradições xamânicas ancestrais.

### Registro
Os primeiros registros mais robustos de vai foram feitos pelo missionário S.W. Koelle, em sua obra ‘’Grammar of the Vei’’(Gramática dos Vei), onde ele faz análises históricas sobre a origem do vai, sua história moderna e sua gramática, sendo esse primeiro registro, porém, deficiente em análises linguísticas mais modernas. 
O linguista alemão A. W. Klingenheben também participou dos primeiros registros e estudos língua, porém também sofreu dificuldades em relatar certos aspectos, sendo a principal delas as análises dos tons da língua. O linguista alemão Richard Heydorn também fez trabalhos sobre o vai em estudos sobre as línguas da Libéria, esses mais sintetizados, mas ainda sem abordar o estudo dos tons. 
Posteriormente, trabalhos como os de Welmer da Universidade da Califórnia abordaram com maior precisão a questão fonética e ortográfica da língua.

### Ensino
A língua vai foi uma das línguas trabalhadas pelo Corpo da Paz, onde ocorreram trabalhos de registro e ensino da língua por meio de materiais didáticos focados na língua e no silabário Vai, criados em parceria com os falantes nativos. O vídeo mostra dois falantes nativos comentando sobre o projeto realizado.

## Fonologia
Vai é um língua tonal que apresenta 12 fonemas vocálicos e 31 consonantais. 

### Consoantes
As consoantes vai podem ser caracterizada pela tabela:
| Consoantes do vai     | Consoantes do vai     | Consoantes do vai | Consoantes do vai | Consoantes do vai     | Consoantes do vai | Consoantes do vai | Consoantes do vai |
|                       |                       | Labial            | Alveolar          | Pós alveolar/ Palatal | Velar             | Labiovelar        | Glotal            |
| --------------------- | --------------------- | ----------------- | ----------------- | --------------------- | ----------------- | ----------------- | ----------------- |
| Nasal                 | Nasal                 | m                 | n                 | ɲ                     | ŋ                 |                   |                   |
| Oclusiva              | Desvozeada            | p                 | t                 | c                     | k                 | k͡p                |                   |
| Oclusiva              | Vozeadas              | b                 | d                 | ɟ                     | ɡ                 |                   |                   |
| Oclusiva              | Pré-nasalisada        | ᵐb                | ⁿd                | ᶮɟ                    | ᵑɡ                | ᵑ͡ᵐɡ͡b              |                   |
| Oclusiva              | Implosiva             | ɓ                 | (ɗ)               |                       |                   | ɠ͡ɓ                |                   |
| Fricativa             | Surda                 | f                 | s                 | (∫)                   |                   |                   | h                 |
| Fricativa             | Sonora                | v                 | z                 |                       |                   |                   |                   |
| Aproximante (Lateral) | Aproximante (Lateral) |                   | l ~ ɗ             | j                     |                   | w                 |                   |
| Vibrante              | Vibrante              |                   | (r)               |                       |                   |                   |                   |

As consoantes do vai refletem o processo de construção da língua, sendo possível observar esse processo pelas consoantes que surgem ao longo da análise de sua fonologia, gerando então dois grupos de consoantes, inicialmente, ao interno da língua.  
O primeiro grupo são as consoantes que foram herdadas do proto-mandê do norte e de origem mais antiga.Há 12 consoantes desse grupo: 
/t/,  /k/,/kp/, /b/, /j/, /f/, /s/, /w/, /l/, /m/, /n/ e /ny/.  É importante notar que o uso do /w/ em algumas palavras não se trata de uma consoante herdada, dado que precedendo as vogais /i/ e /e/, como em 
wíì – ferver
wèé – hoje
não se configura como consoante herdada.
O segundo grupo são as consoantes que foram adicionadas ao vai já depois da construção fonológica da língua, sendo então adições recentes – datadas dos últimos 5 séculos, sendo elas 14 consoantes, inicialmente: /p/, /c/, /ɓ/, /ɗ/, /g/, /gb/,/h/, /v/, /z/, /ŋ/, /ᵐb/, /ⁿd/, /nj/ e /ŋg/. É importante notar que existem mais consoantes adicionadas do que herdadas dentro do vai. O uso do y pode ser encontrado tanto em casos de palavras herdadas do proto-mandê do norte como em adições posteriores, tornando-o um caso anômalo.
Nas línguas mandê em geral, em que ocorreram o mesmo processo de adição, percebe-se o uso das adições posteriores, principalmente em substantivos e nomes, porém, no vai, embora a maioria esteja na mesma categoria, as adições também afetam, comumente, verbos, termos essenciais e partes do corpo, por exemplo, fenômeno não muito comum nas línguas aparentadas. Isso provavelmente se deu devido ao cárater militar e expansionista dos povos originários dos Vai, que motivou processos de troca, escravização e miscigenação com outros povos, o que fez com que a presença de bilinguismo nas gerações dos Vai fosse algo comum, facilitando as adições no vocabulário. Não houve, porém, mudanças profundas na estrutura do vai, não caracterizando-o como uma língua mista.

### Vogais
As vogais vai podem ser caracterizada na tabela:
| Vogais do vai | Vogais do vai | Vogais do vai | Vogais do vai | Vogais do vai |
|               | Orais         | Orais         | Nasais        | Nasais        |
| Anterior      | Posterior     | Anterior      | Posterior     |               |
| ------------- | ------------- | ------------- | ------------- | ------------- |
| Fechada       | i             | u             | ĩ             | ũ             |
| Semifechada   | e             | o             | ɛ̃             | ɔ̃             |
| Semiaberta    | ɛ             | ɔ             | ɛ̃             | ɔ̃             |
| Aberta        | a             | a             | ã             | ã             |

O vai possui em sua fonologia a distinção das quantidades vocálicas, que podem ocorrer nas formas curtas (vogal simples) ou longas (vogais duplicadas).  
Exemplos de palavras de vogal curta
Kèfé – Abacaxi
Tá – Fogo
Bhù – Arma
Exemplos de palavras de vogal longa
Nìí – Vaca
Kèèfè – Pimenta
Sóó - Buraco
No caso de vogais longas, ocorre por vezes a presença de uma consoante intervocálica não pronunciada, como ocorre na palavra 
tú’ú – óleo
Onde a consoante /l/ que é omitido entre duas vogais longas. 
Ocorre ainda o caso de vogais longas anômalas quando no caso de palavras de efeito sonoro com função onomatopaica, como nos casos de
Wààà – (Descrição do som da chuva caindo aos poucos)
Dhùùù – (Descrição do som gerado por uma arma ou canhão disparando)

### Tons
O vai é uma língua de níveis de tom disjuntivos, ou seja, cujos tons da língua são relativos, e não absolutos, que possui dois níveis de tons diferentes. Sendo assim, as frases no vai se configuram em tons Alto – Baixo – Alto, podendo haver vários baixos entre os altos e o altos que finalizam as frases sempre são mais baixos que os altos que a iniciam, não sendo porém, mais baixos que os baixos ao interno da frase. Essa relação pode ser percebida na frase:
ŋ´ má à sɔ` ànú’à kɔ`’ɔ´ mɛ`nú sàŋ kàà mú. - m – Eu não sei onde eles compraram esse arroz.
Neste caso: 
‘’ŋ´ má’’ iniciam em tons altos, indicado pelo acento agudo.
‘’à sɔ`’’ continua em um tom baixo, seguido por outras formas baixas, conforme apontado pelo acento grave
‘’kàà mú.’’ finaliza com ‘’mú’’, alto, porém precedido por ‘’kàà’’, que é baixo – logo, não é tão alto quanto ‘’ŋ´ má’’.
Vogais ou sílabas nasalizadas podem representar sozinhas um tom. Para representar esses casos, são acentuadas as vogais com (´ - acento agudo) para representar os tons altos e com (` - acento grave) os tons baixos.  Em palavras de duas sílabas ou vogais sucessivas, pode-se haver qualquer combinação possível entre os dois tons: Alto – Alto, Baixo – Baixo, Alto – Baixo, Baixo – Alto. 
Quando se trata de vogais Alto – Baixo, a representação gráfica (´`) pode ser substituída pelo acento circunflexo (^), e em vogais Baixo – Alto, a representação (`´) pode ser substituído pelo  bráquia (˘), como em 
‘’Bâ’’ – ‘Mãe’’
e em 
‘’Tĭŋ’’ – ‘’Ilha’’
Num fenômeno de sequências comprimidas.
Esse evento de compressão é utilizado para formar o artigo definido da língua vai, onde a vogal com o bráquia aponta a presença do artigo, equivalente ao ‘’o/a’’ no português, como ocorre em 
jiɛ˘ – A água
Bòndòĕ – O sotão
Sánjáă – A cidade.
Quando precedido por ‘’i’’, ‘’ɛ’’, ‘’u’, ‘’ ɔ’’ e ‘’ŋ’’, utiliza-se ‘’ɛ˘’’, quando precedido por ‘’e’’ e ‘’o’’, utiliza-se ‘’ĕ’’ e quando precedido por ‘’a’’ utiliza-se ‘’ă’’.
O mesmo evento ocorre em vogais longas, como 
làà– remo
que se torna 
làă– O remo.
Embora a existência de todas as combinações de tons em palavras ocorra, é incomum a presença de palavras Baixo – Baixo, e ocorrem somente em palavras que são adições recentes a língua, e nunca em raízes de verbos (Exceto no imperativo, onde todos os verbos tem o tom baixo).
No caso de palavras maiores que duas vogais, não há uma sistemática fixa, porém a lógica de combinação de tons é igualmente válida nesses casos. 
Existe um fenômeno específico onde entre um tom alto e um tom alto ou baixo, uma sequência comprimida de Baixo – Alto acompanhando uma única vogal dá a impressão da criação de um terceiro tom médio. Esse fenômeno porém não é suficiente para se considerar um terceiro tom para a língua. Ele pode ser observado na frase:
Ánúì kéŋɛ˘ fɛ´’ɛ´’à - m – Eles verão a casa.

### Prosódia

#### Declarativo
A entonação declarativa do vai é marcada pelo último tom baixo de uma palavra possuir uma pronúncia relaxada, e o último tom alto possui uma altura menor, dando um cárater declarativo aos enunciados e exigindo um ponto final para terminá-lo quando escrito. Enunciados declarativos, porém, também podem conter perguntas. Nesses casos, o que diferencia uma pergunta é a presença de uma palavra-interrogativa que exija uma resposta completa, conforme o exemplo:
Míá bàndà mù à nà’á. – m - Quando ele veio?

#### Interrogativo
Já no caso de perguntas que requerem uma resposta de sim ou não, o uso de ponto de interrogação é necessário na escrita, o tom alto final deve ser mais alto que o declarativo e o último tom baixo deve ser ascendente. Os morfemas que ocupam o final dessas frases são de classes específicas, e não possuem tons Alto – Baixo ou Baixo – Alto, como nos exemplos:
Ànú má nà? – m - Eles não vieram?
À bɛ` nú? – m - Ele está aqui?
Nesses casos, a pergunta deve ser respondida com ‘’H ɛ´ɛ`’’ – ‘’Certo’’/‘’Está certo’’ ou ‘’Kpé’é’’ – ‘’Errado’’/‘’Está errado’’. Isso ocorre pois no tom interrogativo, a questão é se a afirmação enunciada está correta ou não, não havendo uma dicotomia da ideia de sim ou não, mas sim de certo ou errado.

#### Intervalos ao interno das frases
Quando ocorrer uma interrupção ao interno de um enunciado, ocorre a marcação por meio de uma vírgula na escrita precedida por um tom baixo ascendente e um tom alto finalizando a palavra, porém com menos altura que o alto do interrogativo, como ocorre no exemplo:
Á ná’é, mùì à fɛ´’ɛ´’à – Quando ele vier, nós o veremos.

### Fonotática
A fonotática do vai é baseada em formações de sílabas consoante-vogal, podendo haver vogais longas com repetição de vogais (‘’àà’’, ‘’ùù’’, ‘’óà’’) e encontros consonantais quando há o uso de consoantes nasais com oclusivas (‘’ŋgb’’, ‘’ny’’, ‘’nj’’).
Quanto à construção de palavras com duas vogais, pode-se haver qualquer combinação possível entre os dois tons: Alto – Alto, Baixo – Baixo, Alto – Baixo, Baixo – Alto, conforme os exemplos:
Sánjá – Cerca; Té’é – Dia, Sol > Alto – Alto
Gbàsà – Cassava, Mandioca; Làà – Remo > Baixo – Baixo
Sámbà – Cesta; Búù – Bolsa masculina > Alto – Baixo
Jàmbá – Folha; Làá – Pote de argilha > Baixo – Alto
Já no caso de palavras maiores, com mais de duas vogais, a combinação de tons não é sistemática, mas mantém a lógica de poder ser qualquer combinação de tons, como em 
kúmbébé – Joelho de tons Alto – Alto – Alto
Lèélèé – Peixe (sp.) que é Baixo – Alto – Baixo – Alto
Bhúndùfú – Nuvem de poeira, que é Alto – Baixo – Alto
Valendo para qualquer caso de formação de palavra. 
Quantos às vogais nasalizadas, elas ocorrem em poucos casos dentro do vocabulário da língua, dado que o uso do som nasal não é de origem vai, mas ainda possuem uma regularidade que os permitem ser separadas em três casos:
1. Palavras que possuem uma ou duas vogais curtas nasalizadas, a exemplo: 
Kpã – Com firmeza
Põwã – Arroz com vegetais e algas
2. Palavras com uma vogal fechada seguida por uma vogal aberta, onde somente a aberta é nasalizada, a exemplo 
Tóã – Morcego
Lóã – Árvore (sp.)
3. Palavras maiores que têm nas primeiras sílabas vogais longas, onde somente elas são nasalizadas, a exemplo: 
Pããpíí – Caldo de alimentos amiláceos diferentes do arroz
Kpããkèsì – Vespa.
Ocorre ainda um caso especial com palavras específicas (Cuja maioria se refere a espécies de pássaros) que possuem vogais nasalizadas longas e repetidas para formar a palavra, a exemplo: 
Hĩĩhĩĩ – Coruja
Võõvõõ  – Calau
Dhẽĩdhẽĩ – Epilepsia 
Dentro do vai, as consoantes intervocálicas possuem características particulares quanto à ocorrência. 
A ocorrência de consoantes oclusivas desvozeadas, oclusivas vozeadas (Estes casos, sempre adições na língua) e fricativas desvozeadas como intervocálicas, como em 
nítí – sanguessuga
sàkpá – três
sibáà – cebola
kápà – centavo
lìfí - noite
mùsú – mulher
são ocorrências raras. 
Já as consoantes nasais, incomuns iniciando palavras, são bastante comuns como intervocálicas, como em 
bòmbò – varíola
sànjá – cidade
por vezes se tornando encontros consonantais, como em 
kpéŋgbé – sapo.  
Existem ainda casos especiais, como o ‘’y’’ (Caso raro) e o ‘’w’’, que por vez são necessariamente presentes devido a pronúncia da consoante, como em 
bòyà – barba
jááyá – manguezal
sàwà – lei
péwé – mangusto
mas em outros são ausentes devido a presença do ‘’i’’ e do ‘’u’’ ou ‘’o’’, como em 
líà – gostar
níè – aqui
lúà – tinta
gbóà – imbecil
havendo por vezes um cárater obrigatório da consoante, por vezes opcional. 
Há o caso do ‘’l’’ intervocálico’’, o qual sempre ocorre omitido, como em té’é – sol, dia e bó’í - remédio, mas havendo, porém relatos de falantes que utilizam o ‘’l’’ omitido em algumas palavras.
Quantos às consoantes no final da palavra, ocorre somente um caso, com a consoante ‘’ŋ’’, como em 
lîŋ – anel
léŋ – criança
tâŋ – dez.
Pode ocorrer, dependendo da palavra que se segue, do ‘’ŋ’’ ser pronunciado como ‘’m’’ ou ‘’n’’ por articulação da pronúncia.
É válido destacar que a formação silábica é acompanhada pelo silabário vai, já que é um sistema de escrita em que a menor unidade de escrita é a sílaba invés da letra.

## Ortografia
A língua vai pode ser representada na escrita por meio de dois sistemas: a escrita no alfabeto latino e no silabário vai, sistema próprio da língua.
No alfabeto latino, a escrita é uma transcrição direta da pronúncia.
O silabário vai, por sua vez, é um sistema criado para a própria língua por nativos Vai, e possui uma estrutura dedicada a registrar o vai da maneira mais eficiente possível, dada a importância da dinâmica de sílabas e tons na sua fonologia, visto que o vai é uma língua tonal.  

### Silabário e sua estrutura
O silabário funciona por meio de um sistema Consoante-Vogal, havendo também símbolos para representar o som de vogais solitárias, encontros consonantais, sons nasais, pontuações e numerais arábicos. 

#### Silabário
As sílabas formadas em Consoante-Vogal podem ser representadas em uma tabela: 
| Símbolos | Símbolos | Símbolos | Símbolos | Símbolos | Símbolos | Símbolos | Símbolos |
|          | e        | i        | a        | o        | u        | ɔ        | ɛ        |
| -------- | -------- | -------- | -------- | -------- | -------- | -------- | -------- |
| ‑        | ꔀ        | ꔤ        | ꕉ        | ꕱ        | ꖕ        | ꖺ        | ꗡ        |
| ‑̃        | ꔁ        | ꔥ        | ꕊ        | ꕲ        | ꖖ        | ꖻ        | ꗢ        |
| ŋ‑̃       |          |          | ꕋ        |          |          | ꖼ        | ꗣ        |
| h‑       | ꔂ        | ꔦ        | ꕌ        | ꕳ        | ꖗ        | ꖽ        | ꗤ        |
| h‑̃       |          | ꔧ        | ꕍ        |          | ꖘ        | ꖾ        | ꗥ        |
| w‑       | ꔃ        | ꔨ        | ꕎ        | ꕴ        | ꖙ        | ꖿ        | ꗦ        |
| w‑̃       | ꔄ        | ꔩ        | ꕏ        | ꕵ        | ꖚ        | ꗀ        | ꗧ        |
| p‑       | ꔅ        | ꔪ        | ꕐ        | ꕶ        | ꖛ        | ꗁ        | ꗨ        |
| b‑       | ꔆ        | ꔫ        | ꕑ        | ꕷ        | ꖜ        | ꗂ        | ꗩ        |
| ɓ‑       | ꔇ        | ꔬ        | ꕒ        | ꕸ        | ꖝ        | ꗃ        | ꗪ        |
| mɓ‑      | ꔈ        | ꔭ        | ꕓ        | ꕹ        | ꖞ        | ꗄ        | ꗫ        |
| kp‑      | ꔉ        | ꔮ        | ꕔ        | ꕺ        | ꖟ        | ꗅ        | ꗬ        |
| kp‑̃      |          |          | ꕕ        |          |          |          | ꗭ        |
| mgb‑     | ꔊ        | ꔯ        | ꕖ        | ꕻ        | ꖠ        | ꗆ        | ꗮ        |
| gb‑      | ꔋ        | ꔰ        | ꕗ        | ꕼ        | ꖡ        | ꗇ        | ꗯ        |
| gb‑̃      |          |          |          |          |          | ꗈ        | ꗰ        |
| f‑       | ꔌ        | ꔱ        | ꕘ        | ꕽ        | ꖢ        | ꗉ        | ꗱ        |
| v‑       | ꔍ        | ꔲ        | ꕙ        | ꕾ        | ꖣ        | ꗊ        | ꗲ        |
| t‑       | ꔎ        | ꔳ        | ꕚ        | ꕿ        | ꖤ        | ꗋ        | ꗳ        |
| θ‑       | ꔏ        | ꔴ        | ꕛ        | ꖀ        | ꖥ        | ꗌ        | ꗴ        |
| d‑       | ꔐ        | ꔵ        | ꕜ        | ꖁ        | ꖦ        | ꗍ        | ꗵ        |
| ð‑       | ꔑ        | ꔶ        | ꕝ        | ꖂ        | ꖧ        | ꗎ        | ꗶ        |
| l‑       | ꔒ        | ꔷ        | ꕞ        | ꖃ        | ꖨ        | ꗏ        | ꗷ        |
| r‑       | ꔓ        | ꔸ        | ꕟ        | ꖄ        | ꖩ        | ꗐ        | ꗸ        |
| ɗ‑       | ꔔ        | ꔹ        | ꕠ        | ꖅ        | ꖪ        | ꗑ        | ꗹ        |
| nɗ‑      | ꔕ        | ꔺ        | ꕡ        | ꖆ        | ꖫ        | ꗒ        | ꗺ        |
| s‑       | ꔖ        | ꔻ        | ꕢ        | ꖇ        | ꖬ        | ꗓ        | ꗻ        |
| ʃ‑       | ꔗ        | ꔼ        | ꕣ        | ꖈ        | ꖭ        | ꗔ        | ꗼ        |
| z‑       | ꔘ        | ꔽ        | ꕤ        | ꖉ        | ꖮ        | ꗕ        | ꗽ        |
| ʒ‑       | ꔙ        | ꔾ        | ꕥ        | ꖊ        | ꖯ        | ꗖ        | ꗾ        |
| tʃ‑      | ꔚ        | ꔿ        | ꕦ        | ꖋ        | ꖰ        | ꗗ        | ꗿ        |
| dʒ‑      | ꔛ        | ꕀ        | ꕧ        | ꖌ        | ꖱ        | ꗘ        | ꘀ        |
| ndʒ‑     | ꔜ        | ꕁ        | ꕨ        | ꖍ        | ꖲ        | ꗙ        | ꘁ        |
| j‑       | ꔝ        | ꕂ        | ꕩ        | ꖎ        | ꖳ        | ꗚ        | ꘂ        |
| k‑       | ꔞ        | ꕃ        | ꕪ        | ꖏ        | ꖴ        | ꗛ        | ꘃ        |
| k‑̃       |          |          | ꕫ        |          |          |          |          |
| ŋg‑      | ꔟ        | ꕄ        | ꕬ        | ꖐ        | ꖵ        | ꗜ        | ꘄ        |
| ŋg‑̃      |          |          |          |          |          |          | ꘅ        |
| g‑       | ꔠ        | ꕅ        | ꕭ        | ꖑ        | ꖶ        | ꗝ        | ꘆ        |
| g‑̃       |          |          |          |          |          |          | ꘇ        |
| m‑       | ꔡ        | ꕆ        | ꕮ        | ꖒ        | ꖷ        | ꗞ        | ꘈ        |
| n‑       | ꔢ        | ꕇ        | ꕯ        | ꖓ        | ꖸ        | ꗟ        | ꘉ        |
| ɲ‑       | ꔣ        | ꕈ        | ꕰ        | ꖔ        | ꖹ        | ꗠ        | ꘊ        |

Há ainda duas sílabas adicionais:
| Símbolo | Função                                 |
| ------- | -------------------------------------- |
| ꘋ       | Representa [ŋ] ao final de uma palavra |
| ꘌ       | Representa o alongamento de uma vogal  |

A função de representar as vogais longas também pode ser feita por meio da adição de um símbolo da vogal que é repetida com a consoante h, como na palavra 
Làà - Remo
poderia ser 
ꕞꕌ ou ꕞꘌ.

#### Pontuações
| Símbolo | Função                                     |
| ------- | ------------------------------------------ |
| ꘍       | Vírgula (, no alfabeto latino)             |
| ꘎       | Ponto final (. no alfabeto latino)         |
| ꘎꘎      | Ponto de exclamação (! no alfabeto latino) |
| ꘏       | Interrogação (? no alfabeto latino)        |

Outras pontuações são retiradas do sistema do alfabeto latino. 

#### Numerais indo-arábicos
| 0 | 1 | 2 | 3 | 4 | 5 | 6 | 7 | 8 | 9 |
| - | - | - | - | - | - | - | - | - | - |
| ꘠ | ꘡ | ꘢ | ꘣ | ꘤ | ꘥ | ꘦ | ꘧ | ꘨ | ꘩ |

### Logogramas
A língua vai possui ainda logogramas - símbolos que representam conceitos inteiros. Os logogramas são encontrados em textos mais antigos, e somente os símbolos ꘓ (''feŋ'' - ''coisa'') e ꘘ(''faa'' - ''morrer/matar'') ainda se encontram em uso pleno na língua atualmente. 
| Logograma | Pronúncia     | Silabário | Significado           |
| --------- | ------------- | --------- | --------------------- |
| ꘓ         | feŋ           | ꔌꘋ        | Coisa                 |
| ꘔ         | keŋ           | ꔞꘋ        | Pé                    |
| ꘕ         | tiŋ           | ꔳꘋ        | Ilha                  |
| ꘖ         | nii; kpɛ kɔwu | ꕇꔦ; ꗬ ꗛꖙ  | Vaca; Garrafa de gin  |
| ꘗ         | ɓaŋ           | ꕒꘋ        | Finalizado            |
| ꘘ         | faa           | ꕘꕌ        | Morrer; Matar         |
| ꘙ         | taa           | ꕚꕌ        | Ir; Carregar; Jornada |
| ꘚ         | ɗaŋ           | ꕠꘋ        | Escutar; Entender     |
| ꘛ         | ɗoŋ           | ꖅꘋ        | Entrar                |
| ꘜ         | kuŋ           | ꖴꘋ        | Cabeça; Conseguir     |
| ꘝ         | tɔŋ           | ꗋꘋ        | Ter o nome '' ''      |
| ꘞ         | ɗɔɔ           | ꗑꖽ        | Ser pequeno           |
| ꘟ         | dʒɔŋ          | ꗘꘋ        | Escravo               |
| ꔔ         | ɗeŋ           | ꔔꘋ        | Criança; Pequeno      |
| ꕪ         | kai           | ꕪꔦ        | Homem                 |
| ꗑ         | lɔ            | ꗏ         | Dentro de             |

### História dos sistemas de escrita
O silabário vai foi criado pelo ancião Momolu Duwalu Bukele (pronunciado mɔmɔlu duwalu bukɛlɛ) por volta do ano de 1830, com registros apontando até o ano de 1815. De acordo com Momolu, o silabário foi entregue a ele por sonho e distribuído entre seus entes e anciãos do seu povo.
Após a criação do silabário, o ancião e seus seguidores formaram uma escola na cidade de Dshondu dedicada ao ensino do sistema, com mais escolas sendo criadas posteriormente, propagando a língua. 
Pesquisadores argumentam que a criação do sistema é atribuída na verdade ao período que Momolu passou na região costeira da Libéria antes de anunciar a revelação do silabário. Os indícios são a presença de nativos americanos Cherokee que migraram para a região costeira que Momolu viveu no período e a semelhança entre o silabário Vai e o silabário Cherokee.

## Gramática

### Pronomes
Os pronomes do vai tem como base os pronomes possessivos, dada a natureza dos substantivos que são definidos por sua relação de pertença a outro nome, cuja função de possuidor é realizada por vezes por pronomes.  
Os pronomes possessivos são : 
|           | Singular | Plural |
| --------- | -------- | ------ |
| 1° Pessoa | ŋ´       | mú     |
| 2° Pessoa | í        | wó     |
| 3° Pessoa | à        | ànú    |

Os pronomes são prepostos ao substantivo que se referem, como no caso de 
mú bâ – Nossa mãe
onde mú – nós antecede a posse bâ – mãe
Tratando-se de substantivos livres sendo referidos, os pronomes são escritos como : 
|           | Singular | Plural |
| --------- | -------- | ------ |
| 1° Pessoa | ná       | múá    |
| 2° Pessoa | yá       | wóá    |
| 3° Pessoa | àá       | ànúá   |

Os pronomes quando nas formas verbais condicionais e completivas recebem a marcação [à] na sua estrutura, formando os pronomes: 
|           | Singular | Plural |
| --------- | -------- | ------ |
| 1° Pessoa | ná'à     | mú'à   |
| 2° Pessoa | yá'à     | wó'à   |
| 3° Pessoa | á'à      | ànú'à  |

Os pronomes pessoais são formados pelo morfema ‘’wá’’ unido ao pronome possessivo , gerando: 
|           | Singular | Plural    |
| --------- | -------- | --------- |
| 1° Pessoa | ŋ`gà     | múànú wá  |
| 2° Pessoa | í wá     | wóànú wá  |
| 3° Pessoa | à wá     | ànúànú wá |

O ‘’wá’’ pode agir ainda enfatizando o nome que acompanha, como o termo ‘’o próprio’’ ou ‘’em pessoa’’, como na frase 
ŋ’ fă wá ná’à’ - m – meu pai em pessoa veio.
No vai existem morfemas de valor demonstrativo, que não são como pronomes mas exercem a função de um pronome demonstrativo, apontando um termo já apresentado no contexto. Os morfemas são ‘’kɛ˘’’ (‘’Kɛ`’’ antecedendo um tom alto) e ‘’bhì’í’’ são alguns dos casos, que exercem essa função em frases como 
À kɛ` wá bɛ` ŋ’ bò’ò - m – É isso que eu tenho (Referindo-se a uma quantia previamente apresentada)
Féŋ bhì’í mɛ` – Essa é a coisa.

### Substantivos

#### Substantivos livres e relacionais
Os substantivos no vai são categorizados em duas categorias: livres e relacionais.
Os substantivos livres são os substantivos que não possuem um possuidor explicitado. Se referem a objetos que podem ser obtidos, alienáveis, definidos como ‘’Propriedades adquiríveis’’ ou objetos cuja posse é indiferente numa frase (Palavras como ‘’Noite’’ ou ‘’Tubarão’’). (
Quando se trata de um substantivo livre que possui um possuidor, é adicionado a construção de posse representada pelo morfema ‘’á’’ entre o referencial e o substantivo, como na construção 
kàíɛ˘ á kéŋɛ˘ – A casa do homem
sendo kéŋɛ˘ – casa um substantivo livre. 
Os substantivos relacionais exigem a presença de possuidor explicitado, são posses inalienáveis, definidas como ‘’Posses naturais’’, como partes do corpo, parentes de sangue (Com algumas exceções como a palavra ‘’criança’’ referindo-se ao filho de uma pessoa, ‘’léŋ’’ – Onde o substantivo é livre), nomes e locativos como ‘’dentro de’’ ou ‘’fora de’’.  Substantivos relacionais podem ser citados sozinhos como com a palavra 
Bó’ó – Mão
mas não podem ser utilizados em um contexto sem um referencial ‘’dono’’.
Algumas palavras podem atuar tanto como substantivos relacionais havendo alguém que o possua ou como substantivo livre, como no caso da palavra ''kpò’ó'' que pode ser utilizada como ‘’pele (de algúem)’’ (‘’à kpò’ó’’ – ‘’pele dele’’) ou como ‘’papel, carta, livro’’.
Quanto aos substantivos que podem atuar como locativos, estes são usados ao final das frases depois do seu possuidor, exercendo a função de indicador de uma região do referencial, como no caso da palavra ‘’mà’’ – ‘’Superfície (de/da/do)’’, que na frase
Kà’áă bɛ` sĕŋɛ˘ mà – m - A cobra está [na superfície da] rocha  
Entretanto, a palavra ‘’mà’’ também ocorre como objeto e sujeito em outras frases, como na frase:
Sĕŋɛ˘ mà kpàndí’à - m – A superfície da rocha está quente. 
Outros substantivos relacionais possuem função adverbial, como no caso da palavra Bà’à – Local (de) (Neste caso, ela sempre acompanha verbos que trazem a ideia de ir até a alguém, pois nas língua Niger-Congo não se tem o conceito ‘’Ir a alguém’’, mas sim ‘’Ir até o local que alguém está’’), como na frase 
Ànú táá’à mànjáă bà’à – m -  Eles foram até o chefe
onde ''bà’à'' seria o local de ‘’mànjáă’’ – ‘’o chefe’’, agindo como advérbio. O substantivo ''bó’ó'' – ''Mão'' pode ser utilizado como advérbio trazendo a ideia de posse, onde se tem algo ‘’em mãos’’, mas quando é usado dessa maneira, ganha um tom baixo – ‘’bò’ò’’, como na frase 
Kápà náánì bɛ` ŋ’ bò’ò - m –  Eu tenho quatro centavos [em minhas mãos – em minha posse]. 
Os substantivos relacionais compostos são substantivos relacionais unidos em uma única partícula, afim de especificar termos, onde são adicionados os morfemas ‘’à’’, ‘’ɔ`’’ e ‘’mà’’ para formar a especificação, como em 
À já – Olhos dele
que em um substantivo composto se torna 
À já’à - O rosto dele
Ou no caso de  
À kŭŋ – Cabeça dele
que se torna 
À kumà – Topo da cabeça dele. 

#### Numerais
Os numerais do vai são os mesmos para contar e modificar o número de nomes. Eles funcionam numa base de 5, onde a contagem a partir do 5 é feita pela soma 5+1, 5+2, etc, mudando no 10, ‘’táŋ’’, e repetindo de maneira cíclica até o 20. A partir do 20, ‘’Mɔ` bándé’’ (Cuja tradução direta é ''meu inteiro ser''), este permanece como base, soma-se ao 10 para formar o 30, ‘’Mɔ` bándé àkó táŋ’’, que se torna outra base a partir do 40, seguindo a mesma lógica mudando de 20 em 20 e adicionando o 10 na dezena entre uma base e outra. Números maiores que 100 são construídos por ‘’hondɔ^’’ (Ideia de centena), com a centena especificada por um numeral de unidade, como em 
hondɔ^ sàkpá – Trezentos. 
Os numerais ordinários são formados pela adição do sufixo ‘’nà’’, como em
Mɔ` sàkpànàă – A terceira pessoa.
Esses casos, porém, só são encontrados com os números de 2 até 5 e o 10. O número um possui uma forma especial, exemplificada em 
kéŋ sénjénàă  – A primeira casa.

#### Reduplicações
O fenômeno de reduplicações é presente em substantivos de dois tipos: aqueles que costumam se referir a vários itens ou que se referem a ações repetitivas. Na maioria dos casos, os tons se repetem também. Exemplos desse fenômeno são: 
Wááwáá - Sussurrar
Gbèŋgbèŋ  - Bater do tambor
Sóìsóì - Mosquitos.

### Verbos
Os verbos no vai são sempre construídos por uma raiz e seus afixos, com a única exceção sendo o verbo conjugado ‘’Táá’’ – ‘’Vá’’, que é considerado sozinho uma predicação imperativa. Os afixos por sua vez podem ser um prefixo ou sufixo adicionado ou uma substituição do tom da raiz por um tom baixo. A maioria dos verbos possuem uma ou duas vogais e não podem acontecer em tons baixo-baixo, exceto no caso dos imperativos pela substituição tonal. 

#### Formas verbais
As formas verbais da língua são o situacional , o futuro , o condicional , o presente , incompletivo , completivo  e o imperativo .

##### Situacional
Os verbos do situacional são intransitivos e são em sua maioria indicadores de ação, com alguns atuando como qualificadores. Essa forma verbal indica ações ocorridas no passado sem implicação no presente, como no exemplo da oração 
ŋ´ kúnɛ´’à – Eu acordei
cujo uso pode acontecer independente das implicações dessa ação no presente – O sujeito pode ter permanecido acordado, voltado a dormir, ou, dependendo de informações adicionais, acordado várias vezes durante a noite, e o uso ainda permaneceria correto. 
Tratando-se, porém, de orações que qualificam algo, o situacional se refere ao estado presente de uma ação realizada, como na oração 
kò’á mɛ´ɛ´ zɛ´nɛ`’à – m - Este tecido está limpo. 
Nas frases afirmativas, o sujeito precede o verbo e a raiz do verbo recebe o sufixo ‘à. Em raízes que possuem ‘’ŋ’’ no final, o ‘’ŋ’’ se une ao apóstrofo e se torna ‘’nd’’. Um exemplo de oração situacional é a frase 
à kɔ´sùà – m - Ele tossiu. 
Em frases negativas, os pronomes da primeira e segunda pessoa do plural tem os tons baixos (‘’mù’’ e ‘’wò’’), utiliza-se o marcador ‘’má’’ antes do verbo e a raiz têm os tons substituídos por um tom baixo, como na frase: 
ŋ´ má kɔ`sù – m - Eu não tossi. 

##### Futuro
Os verbos no futuro são utilizados em orações que apontam uma ação que ainda irá acontecer.
A construção das fases afirmativas ocorre através da adição do marcador ‘’ì’’ após o sujeito, com exceção da primeira pessoa do singular, cuja união do marcador com o pronome forma o termo ‘’mbɛ`’’, e o verbo ganha o sufixo ‘à. Exemplos de frase nesse modo são 
mbɛ` à jì ‘á’à ànú’à – m -  Eu mostrarei isto a eles
àì kànyá’à – m - Ele ficará cansado. 
Nas construções negativas, o sujeito é sucedido pelo marcador ‘’wé’è’’ ao invés do ‘’ì’’, como na frase 
mú wé’é à túsà’à – m - Nós não perguntaremos a ele. 

##### Condicional
O condicional é a forma utilizada para se tratar de situações que não são um acontecimento certo. Não há implicação da probabilidade da ação enunciada acontecer dentro da condicional, podendo se tratar de uma garantia (Como com o uso do ‘’quando’’ no português, cuja condição é o tempo que vai chegar) ou apenas uma chance de ocorrer (Como no uso da conjunção ‘’Se’’ do português, cuja condição é uma outra ação que possibilite a ação enunciada). 
As frases afirmativas no condicional são formadas pelo sujeito (Quando pronome, na forma condicional/completiva) e a raiz do verbo recebe o sufixo [’é] nos verbos transitivos e verbos em geral e opcionalmente [‘é] nos verbos intransitivos, como nas frases 
ná’á jɛ`’ɛ`’é, mbɛ` í fɛ´’ɛ´’à  – m - quando eu voltar, ire lhe ver
ná’à à fì’ì’éè, í ì lɛ`sì – m - Quando eu jogá-lo, pegue-o. 
É possível também construir frases afirmativas por meio do uso do marcador ‘’kónì’’ e a troca dos tons da raiz do verbo, como no exemplo 
à kónì nà, àì ŋ´ fă fɛ´’ɛ´’à - m - se/quando ele vier, ele verá meu pai. 
As frases negativas utilizam o marcador ‘’má’’ e seguem a mesma regra das afirmativas, como na frase 
à má à kpà’ò’’éè, à wé’é à fɛ´’ɛ´’á – m - Se ele não procura-lo, não o achará. 

##### Presente
O tempo presente no vai é mais utilizado predicações não verbais, mas havendo uma forma de apresenta-lo em predicações verbais. 
As orações afirmativas são construídas com o sujeito antecedendo o verbo e a partícula ‘’bɛ`’’ entre ambos, e a raiz do verbo ganhando o sufixo ‘’-nà’’ (No caso de verbos de tom Baixo – Alto, pode-se usar o ‘’-náà’’). Tratando-se de raízes de verbos terminados em ‘’ŋ’’, o sufixo se torna ‘’-nnà’’. Um exemplo é a frase: 
i bɛ` táá-nà míá – m - Onde você está indo?
Nas orações negativas, a partícula usada é o ‘’bé’´è’’, como no exemplo: 
à bé’è bíndá-náà – Ele não está queimando. 
As partículas do futuro ‘’ì’’ e ‘’wé’è’’ podem substituir o ‘’bɛ`’’ e o ‘’bé’´è’’ em casos informais sem prejuízos sintáticos. 

##### Incompletivo
O incompletivo vai é baseado em ações que são realizadas diariamente e de maneira costumeira, utilizando as mesmas estruturas do futuro (Partícula ‘’ì’’ no afirmativo, ‘’wé’è’’ no negativo’’), mas ao invés de sufixo, utiliza substituição tonal na raiz do verbo. O incompletivo afirmativo possui, em algumas situações de conversação, um sentido hortativo, sugerindo um dever a ser cumprido, essa função, porém, não se estende ao negativo. Exemplos de frases afirmativas são 
àì wúndé mà mú yé – Ele cozinha para nós (Em um sentido de ‘’ele cozinha para nós rotineiramente’
sendo a raiz do verbo ‘’mà’’, ‘’má’’, com um tom alto; 
mùì tàà wákɛ` – m - Nós temos que ir sendo a raiz de ‘’tàà’’, ‘’táá’’. 
Um exemplo de frase negativa do incompletivo é 
à wé’è sɔ˘ kɛ` kíè – m - Ele não trabalha aqui sendo a raiz de ‘’ kɛ`’’, ‘’ kɛ´’’. 

##### Completivo
O completivo usa as mesmas estruturas que o condicional (Partícula (‘à) para o afirmativo e ‘’má’’ para o negativo), e substitui os tons dos verbos por tons baixos. O completivo é utilizado em situações que tratam de um passado que ainda afeta o presente, como a situação de alguém que foi para algum lugar e ainda não voltou, por exemplo. 
Um exemplo de oração afirmativa que utiliza o completivo é 
ŋ´ fă’à ŋ´ sùndà – Meu pai me enviou, sendo a raiz de ‘’sùndà’’, ‘’sùndá’’. 
Um exemplo de oração negativa dessa forma é 
ŋ´ má nyiɛ´ kpà’ò – Eu não procurei por peixes, sendo a raiz de ‘’kpà’ò’’, ‘’kpà’ó’’. 

##### Imperativo
O imperativo é a forma utilizada parar dar ordens ao interlocutor. No imperativo não há o uso de marcadores, os tons das raízes dos verbos são substituídos por tons baixos, e a dinâmica de pronomes muda: a segunda pessoa do singular dispensa o uso do pronome ‘’ì’’, e a terceira pessoa do singular é referenciada por ‘’ì’’ invés de ‘’à’’ como em outras formas verbais. Tratando-se do plural, utiliza-se o pronome ‘’wó’’. A primeira pessoa do plural, ‘’mú’’, por sua vez, é utilizada no sentido hortativo de ‘’vamos...’’. 
Exemplos dos afirmativos no imperativo são :
(Ì) nà níɛ` - Venha aqui – de raiz ‘’ná’’
Í ì kpà’ò – Faça isso hoje – de raiz ‘’kpà’ó’’
Wó gbɛ`sɛ` - Saiam do caminho – de raiz ‘’gbɛ´s ɛ`’’
Mú sìì – Vamos nos sentar – de raiz ‘’sìí’’
O imperativo negativo, por sua vez, possui a partícula ‘’má’’ para dar o sentido negativo, o uso da segunda pessoa do singular não é dispensável, os pronomes de primeira e segunda pessoa se tornam tons baixos e atua de maneira hortativa – recomendando algo, e possui estrutura idêntica a forma negativa do completivo. O vai não possui, porém, distintivos escritos para diferenciar ambas formas, sendo a situação em que a oração é utilizada o que define de qual caso se trata. Exemplos dos negativos no imperativo são:
Ì má ànú kè’è – Não chame eles – de raiz ‘’ké’é’’
Wò má à mà – Não façam isso – de raiz ‘’má’’
Ànú má ŋ´ kɔ`nɔ` - Eles não deveriam esperar por mim – de raiz ‘’kɔ´nɔ`’’
ŋ´ má à jì’à’à ‘à? – Eu não deveria mostrar isso a ele? – de raiz ‘’jì’á’’

#### Derivação
A estrutura dos verbos no vai é baseada na presença de uma ou duas vogais (Com ou sem consoantes intervocálicos), havendo alguns que possuem três vogais. As raízes dos verbos só costumam ser citadas, não aparecendo solitárias sem afixos em um texto. A variação pode ocorrer de duas formas, a depender da forma verbal que a oração possui: primeiramente por afixos, como por exemplo no caso da forma futura que adiciona a partícula [‘à] ao final da raiz, ou por meio de substituição tonal, onde os tons da raiz são substituídos por tons baixos, como no imperativo. 

#### Reduplicação
Os verbos reduplicados do vai são normalmente verbos que representam ações repetitivas, e costumam seguir uma lógica tonal de Baixo – Baixo – Alto – Baixo, como os verbos 
sììsíì – empilhar
nɛ`ɛ`nɛ´ɛ– Comer lentamente apreciando a comida
tìɛ`tíɛ`– Picar em pedaços.

### Sentenças
As sentenças do vai podem pertencer a duas classes: predicações não verbais e predicações verbais.

#### Predicações não verbais
Predicações não verbais são aquelas em que o verbo não exerce função essencial na oração construída.

##### Identificativo
Predicações identificativas, em essência, são frases para realizar uma identificação, construída pelo substantivo que se referem e a partícula ‘’mù’’ – ‘’É’’ ou ‘’máà’’ – ‘’Não é’’, como em 
bă mù – m - Ela é uma cabra/É uma cabra
ŋ´gá tá máà – m - Não é meu.
O identificativo também pode referenciar características do substantivo em evidência pela adição do adjetivo após o substantivo, como nas frases 
à ló’ì mù – m - Ele é jovem
à kì’à’é máà – m - Ele não está doente.

##### Copulativo
Os períodos copulativos são construídos pela união de duas construções por meio de uma partícula copulativa, sendo as principais ‘’bɛ`’’ para as afirmativas e ‘’bé’è’’ para as negativas. As sentenças copulativas em sua maioria têm função locativa, como em 
ànú bɛ` níɛ` – m - Ele estão aqui
ŋ´ bâ bé’è núú – m - Minha mãe não está lá.
Em alguns casos, o copulativo pode ter função qualificativa, onde os do verbo são uma referência ao nome, como nas frases 
kàíɛ˘ bɛ` kúndú – m - O homem é baixo
à bé’è kúndú – m - Ele não é baixo.
As partículas ‘’bɛ`’’ podem surgir acompanhando somente nome em certas predicações não verbais, como no caso de 
ŋ´ kpò’ó ɔ` bé’è. – m - Eu não estou me sentindo bem (Aqui, numa tradução literal – ‘’Por dentro da minha pele não está bem’’).
No caso de predicações verbais, o verbo ‘’tĭ’’ exerce a função de ‘’estar’’.
Outra partícula copulativa é o ‘’tɔ^ŋ’’ – ‘’se chamar (..), ser nomeado (...), ter o preço (...)’’, e não possui uma contraparte negativa, e pode ser exemplificada nas frases 
í tɔ^ŋ jɔ^ – m - Qual (literalmente ‘’quem’’) é seu nome?
ŋ´ tɔ^ŋ Kɔ`ŋ-káì. – m - Eu me chamo Kɔ`ŋ-káì. 

#### Construção das frases
A ordem das frases e seu alinhamento podem ser exemplificadas por meio de tabelas para as predicações não verbais e verbais: 
| Predicações não verbais | Predicações não verbais                               | Predicações não verbais             |
|                         | Afirmativa                                            | Negativa                            |
| ----------------------- | ----------------------------------------------------- | ----------------------------------- |
| Identificativo          | Sujeito + Adjetivo (Opcional) + mù                    | Sujeito + Adjetivo (Opcional) + máà |
| Copulativo              | Sujeito + bɛ` + Adjetivo OU Sujeito + tɔ^ŋ + Adjetivo | Sujeito + bé'è + Adjetivo           |

| Predicações verbais | Predicações verbais | Predicações verbais                                                         |
|                     | Afirmativa | Negativa                                                                    |
| ------------------- | --- | --------------------------------------------------------------------------- |
| Situacional         | Sujeito + (Raiz do verbo)'à                                                                                              | Sujeito + mà + (Raiz do verbo com tom substituído por tom baixo)            |
| Futuro              | Sujeito + ì + Objeto + (Raiz do verbo)'à                                                                                 | Sujeito + wé'è + Objeto + (Raiz do verbo)'à                                 |
| Condicional         | (Sujeito)'à + Objeto + (Raiz do verbo)'éè OU Sujeito + kónì + Objeto + (Raiz do verbo com tom substituído por tom baixo) | Sujeito + mà + Objeto + (Raiz do verbo)'éè                                  |
| Presente            | Sujeito + bɛ` + Objeto + (Raiz do verbo)-nà                                                                              | Sujeito + bé'è + Objeto + (Raiz do verbo)-nà                                |
| Incompletivo        | Sujeito + ì + Objeto + (Raiz do verbo com tom substituído por tom baixo)                                                 | Sujeito + wé'è + Objeto + (Raiz do verbo com tom substituído por tom baixo) |
| Completivo          | (Sujeito)'à + Objeto + (Raiz do verbo com tom substituído por tom baixo)                                                 | Sujeito + mà + Objeto + (Raiz do verbo com tom substituído por tom baixo)   |
| Imperativo          | Sujeito + (Raiz do verbo com tom substituído por tom baixo)                                                              | Sujeito + mà + Objeto + (Raiz do verbo com tom substituído por tom baixo)   |

## Vocabulário
Alguns exemplos de frases na língua vai para exemplificar o uso da língua podem ser observados: 

### Exemplo 1
Um diálogo comum após um cumprimento: 
- Mbê kò bɛ` núú. - m - Quais as novidades por aqui? - Pergunta após o cumprimento
- Kàsé bé'è Kàmbá máì. - m - Não há o que culpar Deus. - Resposta á pergunta, com o sentido de: ''As coisas andam bem e não há reclamações a fazer''.

### Exemplo 2
Trecho da declaração universal dos direitos humanos (Que possui uma versão completa no silabário vai) em vai, com sua respectiva escrita no silabário e pronúncia. 
Vai: "ꕉꕜꕮ ꔔꘋ ꖸ ꔰ ꗋꘋ ꕮꕨ ꔔꘋ ꖸ ꕎ ꕉꖸꕊ ꕴꖃ ꕃꔤꘂ ꗱ, ꕉꖷ ꗪꗡ ꔻꔤ ꗏꗒꗡ ꕎ ꗪ ꕉꖸꕊ ꖏꕎ. ꕉꕡ ꖏ ꗳꕮꕊ ꗏ ꕪ ꗓ ꕉꖷ ꕉꖸ ꕘꕞ ꗪ. ꖏꖷ ꕉꖸꔧ ꖏ ꖸ ꕚꕌꘂ ꗷꔤ ꕞ ꘃꖷ ꘉꔧ ꗠꖻ ꕞ ꖴꘋ ꔳꕩ ꕉꖸ ꗳ."
IPA: /adama ɗeŋ nũ g͡bi tɔŋ maⁿd͡ʒa ɗeŋ nũ wa anũa wolo kiːjɛ fɛ, amũ ɓɛː siː lɔⁿɗɔɛ wa ɓɛ anũa kowa. aⁿɗa ko tɛmaː lɔ ka sɔ amũ anũ fala ɓɛ. komũ anũhĩ ko nũ tahajɛ lɛi la kɛmũ nɛ̃hĩ ɲɔ̃ː la kuŋ tija anũ tɛ./
Português: ''Todos os seres humanos nascem livres e iguais em dignidade e direitos. São dotados de razão e consciência e devem agir em relação uns aos outros com espírito de fraternidade.''

## Menções
A língua vai foi tema do terceiro problema da prova da Olimpíada Internacional de Linguística de 2011.